# Jens Kristian Jensen
Jens Kristian Jensen, född 22 mars 1885, död 27 mars 1956, var en dansk gymnast.
Jensen tävlade för Danmark vid olympiska sommarspelen 1912 i Stockholm, där han var med och tog silver i lagtävlingen i svenskt system. 